# Kostel svatého Karla Boromejského (Malá Strana)
Kostel svatého Karla Boromejského je původně klášterní římskokatolický kostel v malostranském v areálu Nemocnice Milosrdných sester sv. Karla Boromejského "Pod Petřínem", postavený v klasicistním slohu v návaznosti na stavbu této nemocnice a vysvěcen 4. listopadu 1855. Nachází se v městské části Praha 1-Malá Strana. Jeho adresa je Vlašská 336/36. Je chráněn jako nemovitá kulturní památka.

## Stavba
Kostel sv. Karla Boromejského je jednolodní sálová stavba v pozdně klasicistním slohu, s polokruhovou apsidou zaklenutou konchou, a se sanktusovou věžičkou. Navrhl ji stavitel Adalbert Gudera jako součást mateřského kláštera, zahradního domu a nemocnice Milosrdných sester sv. Karla Boromejského. Sestry z kongregace, založené roku 1652 v severofrancouzském Nancy, přišly do Prahy roku 1837 na pozvání Aloise Klara. Roku 1841 získaly na Malé Straně pozemek někdejší vinice strahovských premonstrátů s domem od barona Josefa Bretfelda, a s pomocí zbožných donátorů, sourozenců Františka Jiřího a Heleny Lobkovicových tam založily svůj mateřinec.

### Exteriér
Na jižním průčelí kostela jsou v nikách umístěny tři sochy svatých patronů kongregace:  ve štítu sv. Josef pěstoun Páně, pod ním sv. Šebestián a sv. Roch - oba patroni proti moru. Při vstupu do nemocnice u jižní ohradní zdi je kamenné barokní sousoší Piety mezi anděly, dílo Jana Brokoffa z roku 1695, přenesené sem z Karlova mostu.

### Interiér

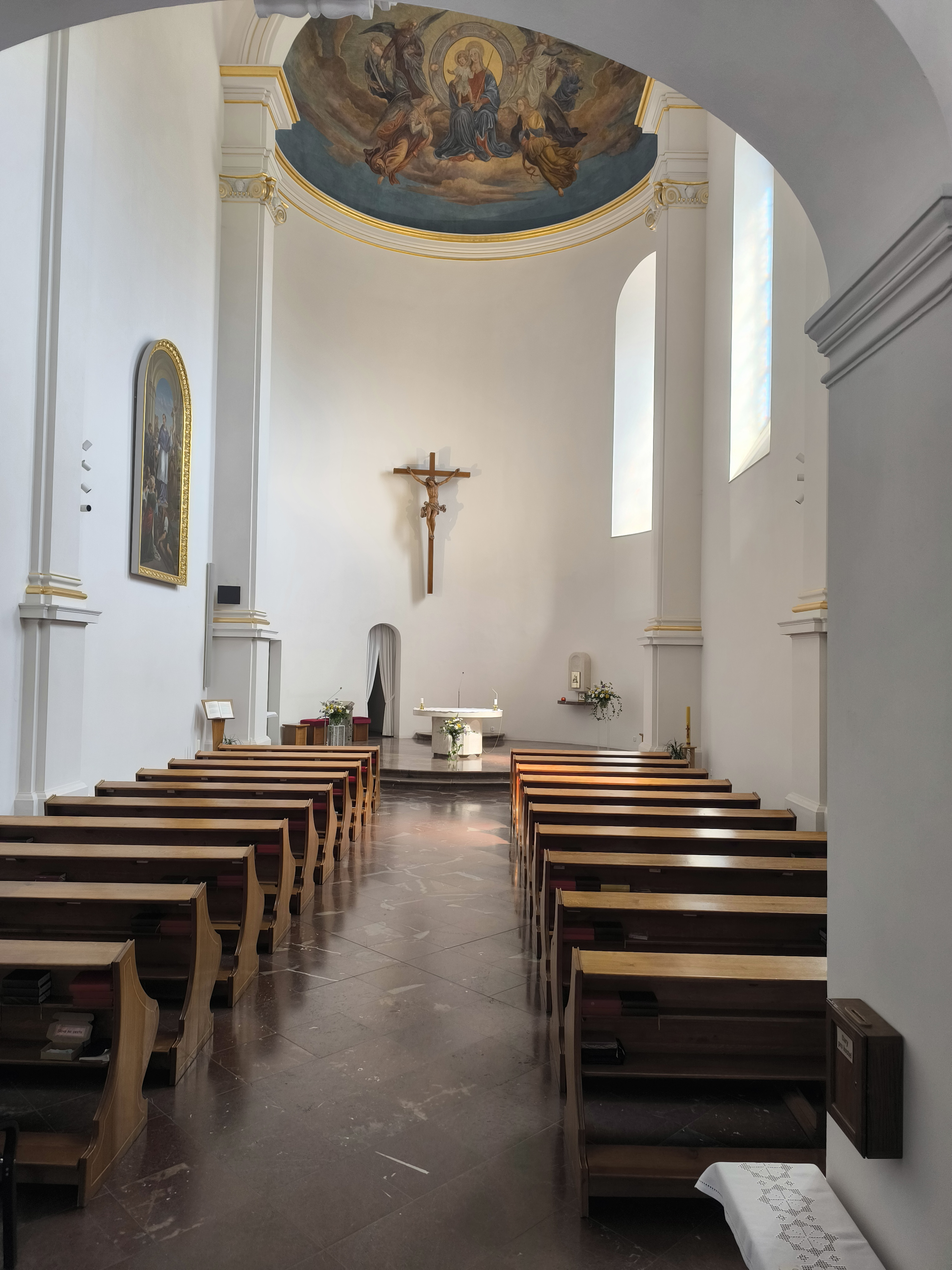
Interiér kostela v roce 2024

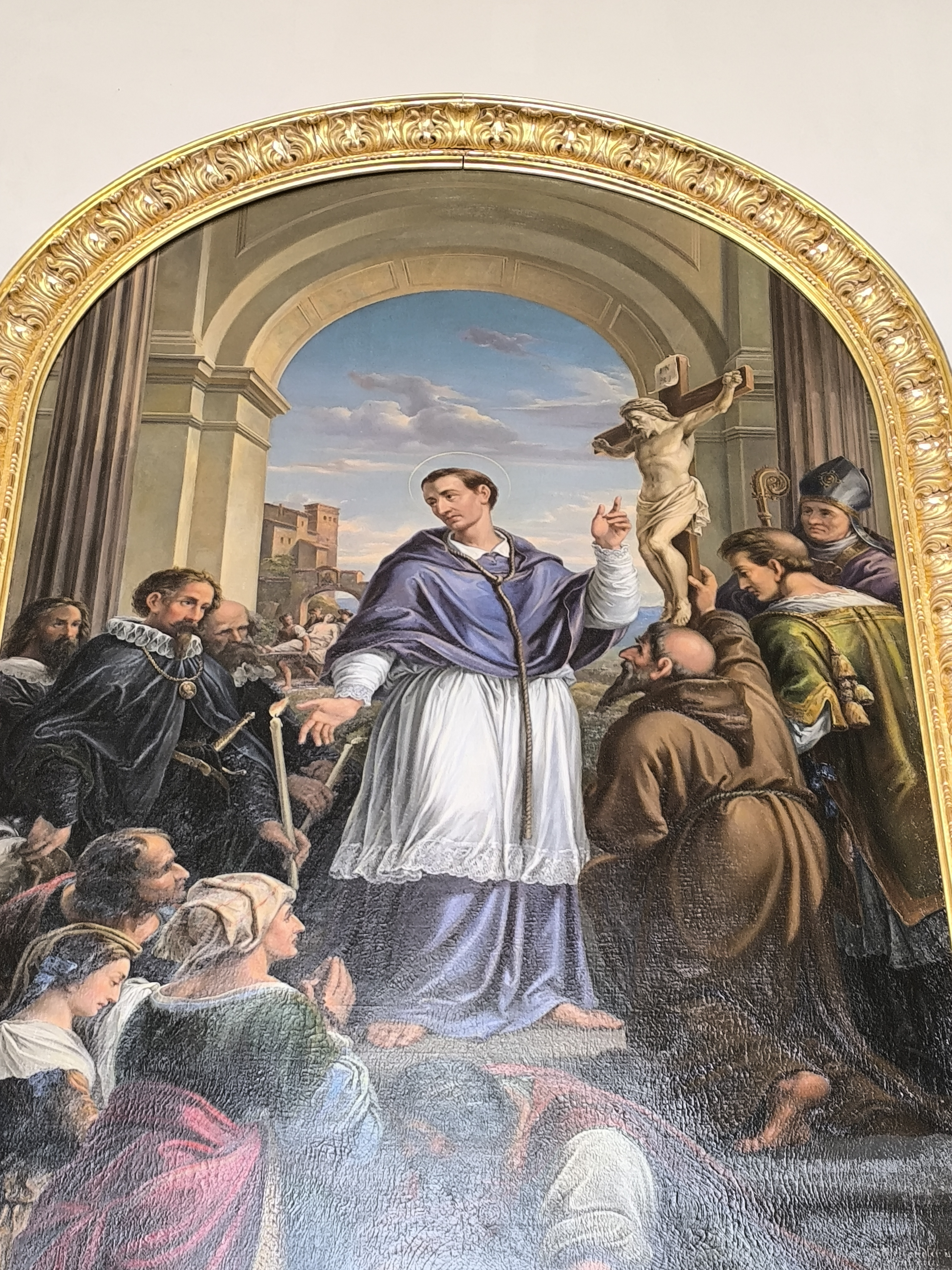
Vilém Kandler:Svatý Karel Boromejský v Miláně

Interiér kostela je orintován hlavním oltářem k severu. Na jižní straně je předsíň, oddělená třemi oblouky arkády. Kruchta je dvoupatrová, horní patro je přímo přístupné z nemocnice, aby mohli být nemocní přítomni bohoslužbě v izolaci od ostatních. 
Z fresek se dochovala pouze malba Panny Marie Královny andělů v konše apsidy. Provedl ji pražský malíř-nazarén Vilém Kandler roku 1855, který v letech 1853–1854 namaloval také obraz Svatý Karel Boromejský v Miláně vede procesí ke kříži pro hlavní oltář, nyní bez rámu zavěšený na stěně chrámu. Boční oltáře, kazatelna ani původní skříň s varhanami se nedochovaly. Boční oltáře s obrazy Nejsvětějšího Srdce Ježíšova a Srdce Panny Marie namaloval vídeňský malíř Josef Neugebauer. Sochy vytvořil Václav Levý se svými tovaryši.
nad hlavním oltářem. 

## Dějiny
15. srpna 1952 sestry musely nemocnici a dům opustit. Kostel byl přifařen ke sv. Mikuláši a zůstal v provozu do 2. září 1962, pak byl odsvěcen, zrušen a jeho mobiliář rozdělen do kostelů v celé ČSSR. Oltářní obraz sv. Karla se dostal do kněžského semináře v Košicích. Státní zdravotní ústav v kostele zřídil depozitář zdravotnické literatury se skladovacím prostorem téměř pro 90 000 svazků knih, v chórech se skladoval vyřazený nábytek, na místě oltáře byly toalety.
23. dubna 1990 byl kostel vrácen Kongregaci sester boromejek a začala postupná obnova. Na rekonstrukci se podíleli ing. arch. Josef Hýzler, Stavební huť Pavla Širokého a malířka-restaurátorka Marie Kolafová. 22. srpna 1993 byl chrám znovu vysvěcen. Kříž s ukřižovaným Kristem, zavěšený v apsidě, daroval kostelu architekt Karel Filsak.
Polychromovaná dřevořezba piety je vzácná gotická plastika ze 14. století, pochází z klášterního kostela benediktinek u sv. Jiří na Pražském hradě. Po zrušení kláštera Josefem II. byla deponována na arcibiskupství, později ji boromejkám daroval pražský arcibiskup Bedřich ze Schwarzenbergu.
20. dubna 1996 byla dokončena oprava presbytáře a pražský arcibiskup Miloslav Vlk posvětil kamenný oltář. Oltář, ambon a svatostánek z mramoru navrhl a provedl ak. sochař a restaurátor Petr Váňa. V posledních letech se chrám stal střediskem úcty k někdejší představené kongregace, milosrdné sestře Vojtěše Hasmandové, jejíž postulaci ke svatořečení v Římě připravili Mons. ThDr. Josef Laštovica a Remigie Češíková.
Po delších jednáních se v roce 2021 sestrám podařilo získat z Košic zpět Kandlerův oltářní obraz "Svatý Karel Boromejský v Miláně vede procesí věřících ke kříži". Obraz v kostele visí na západní stěně presbytáře.

## Betlém
V kostele je ve vánočním čase vystavován betlém, který v letech 2000–2010 vytvořil pan Jirkovský podle betlému v Pavlicích.

## Galerie

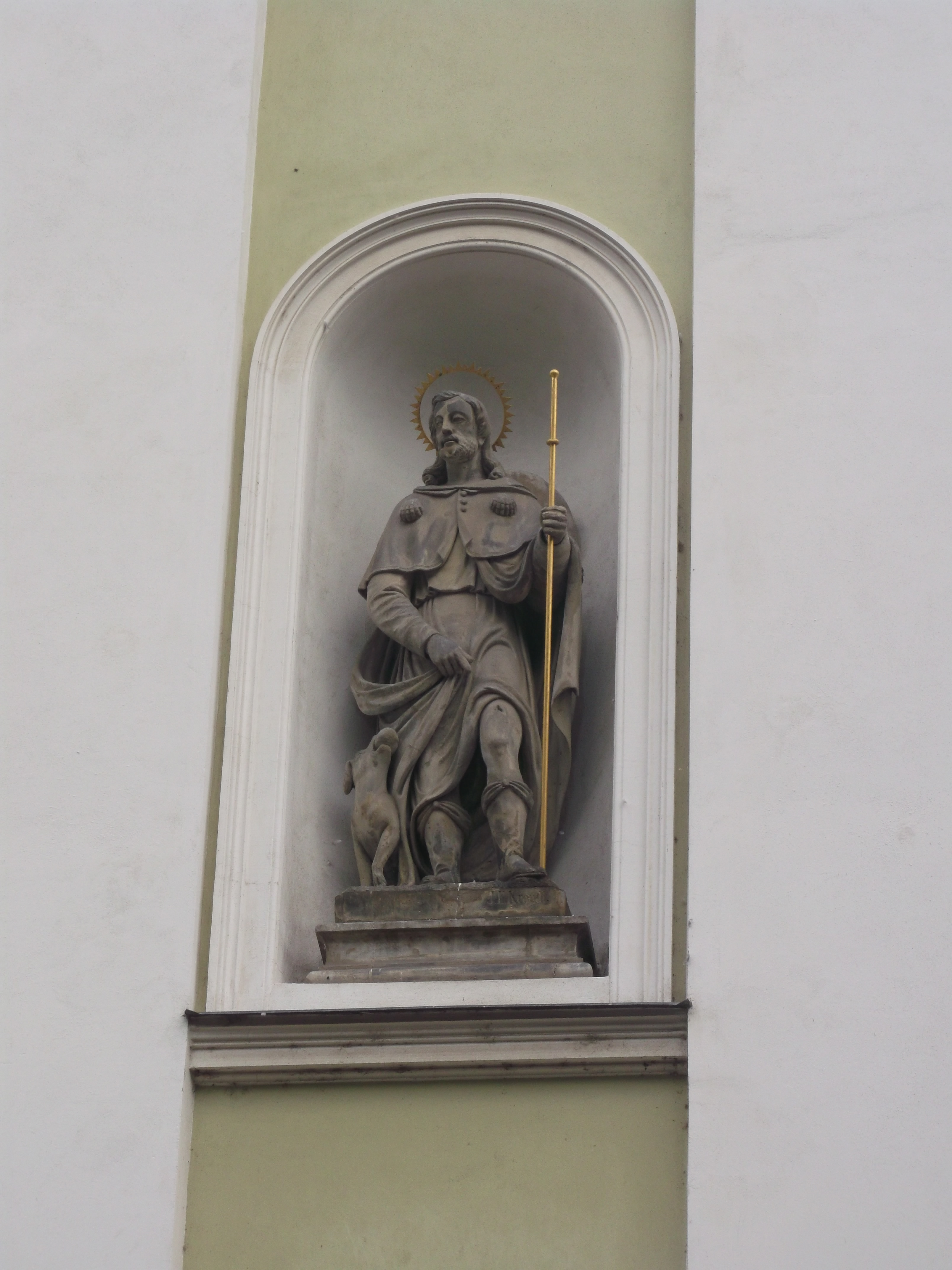
Socha sv. Rocha v průčelí kostela
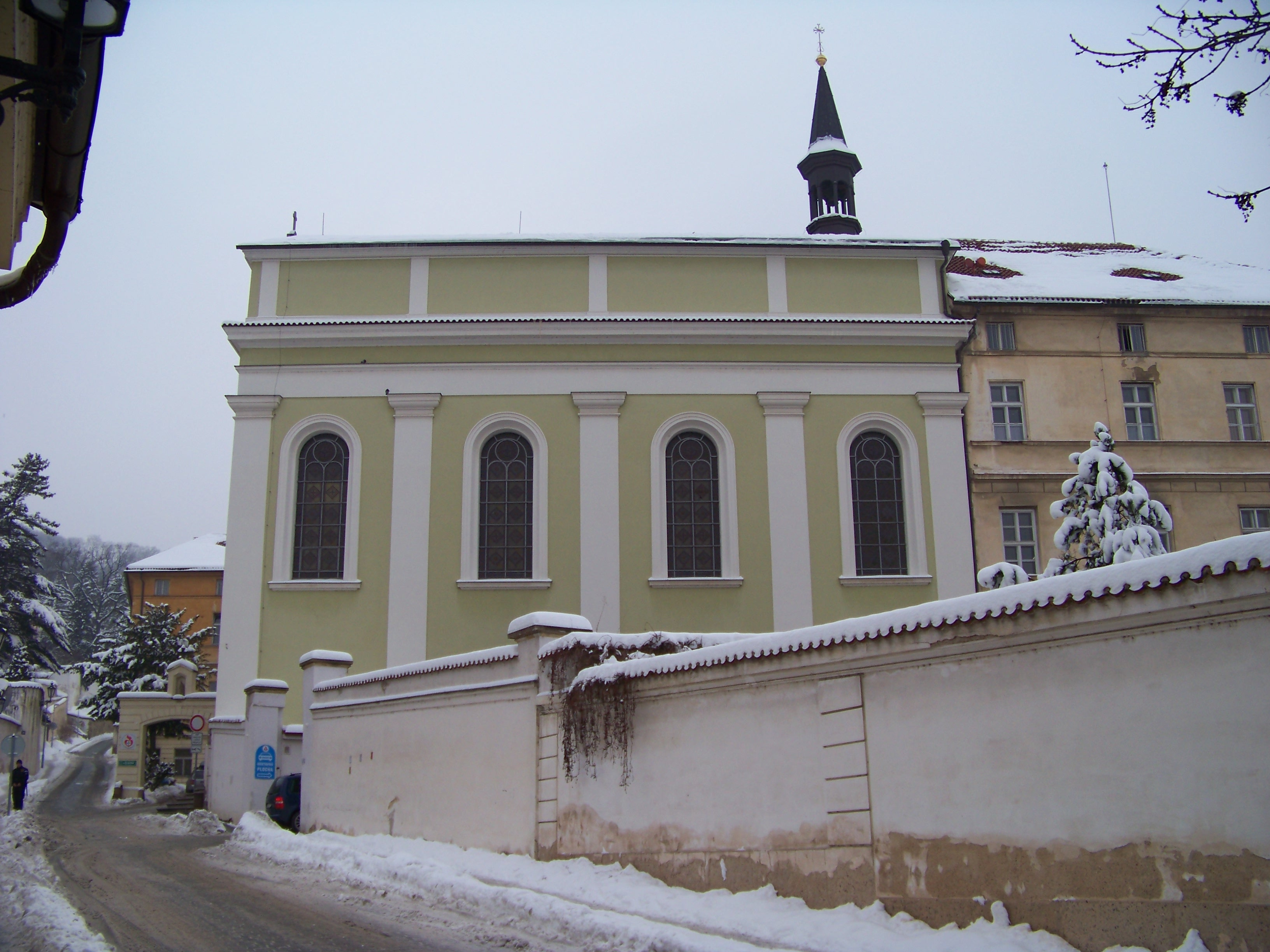
Kostel sv. Karla Boromejského
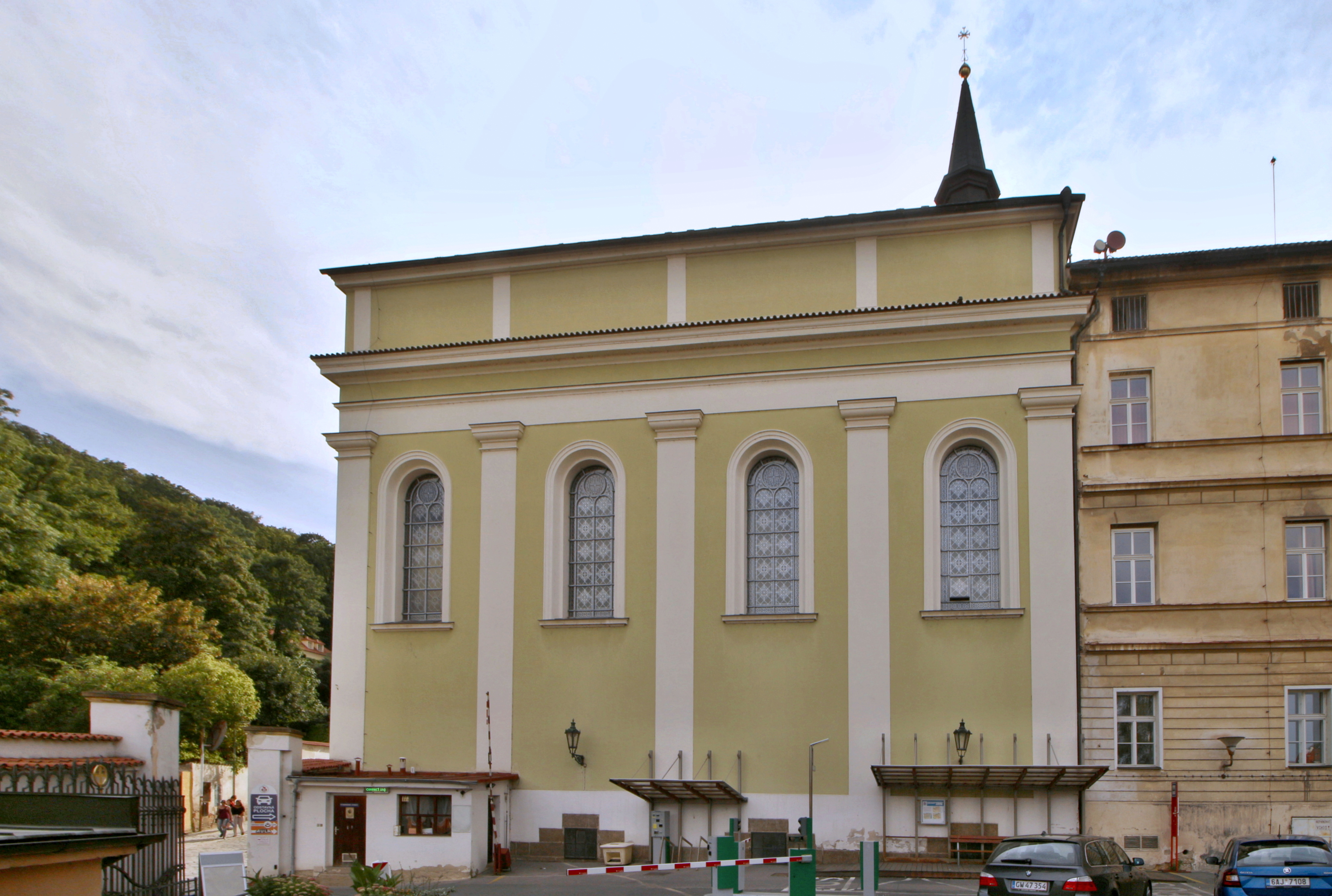
Kostel sv. Karla Boromejského v roce 2019
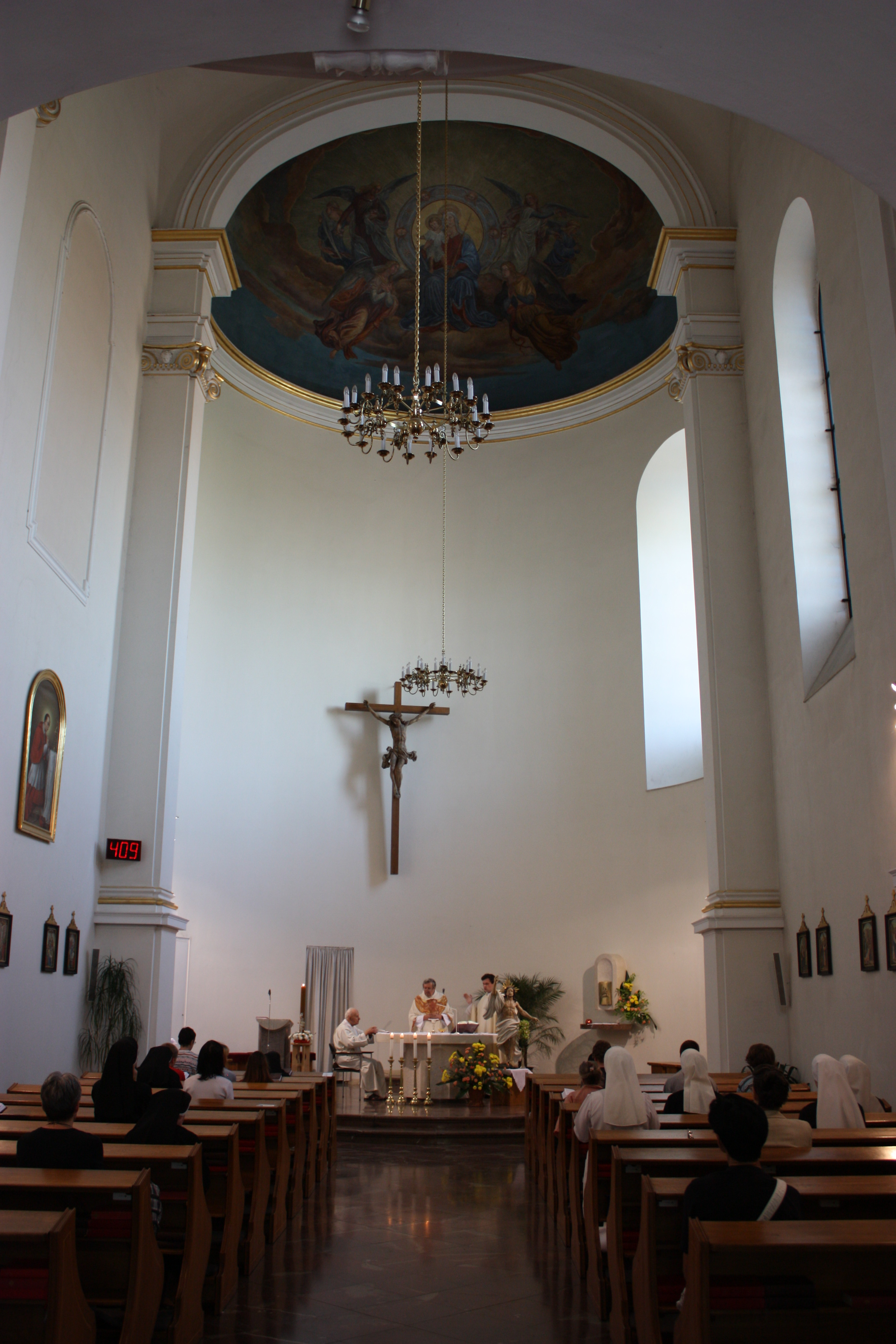
Bohoslužba v kostele
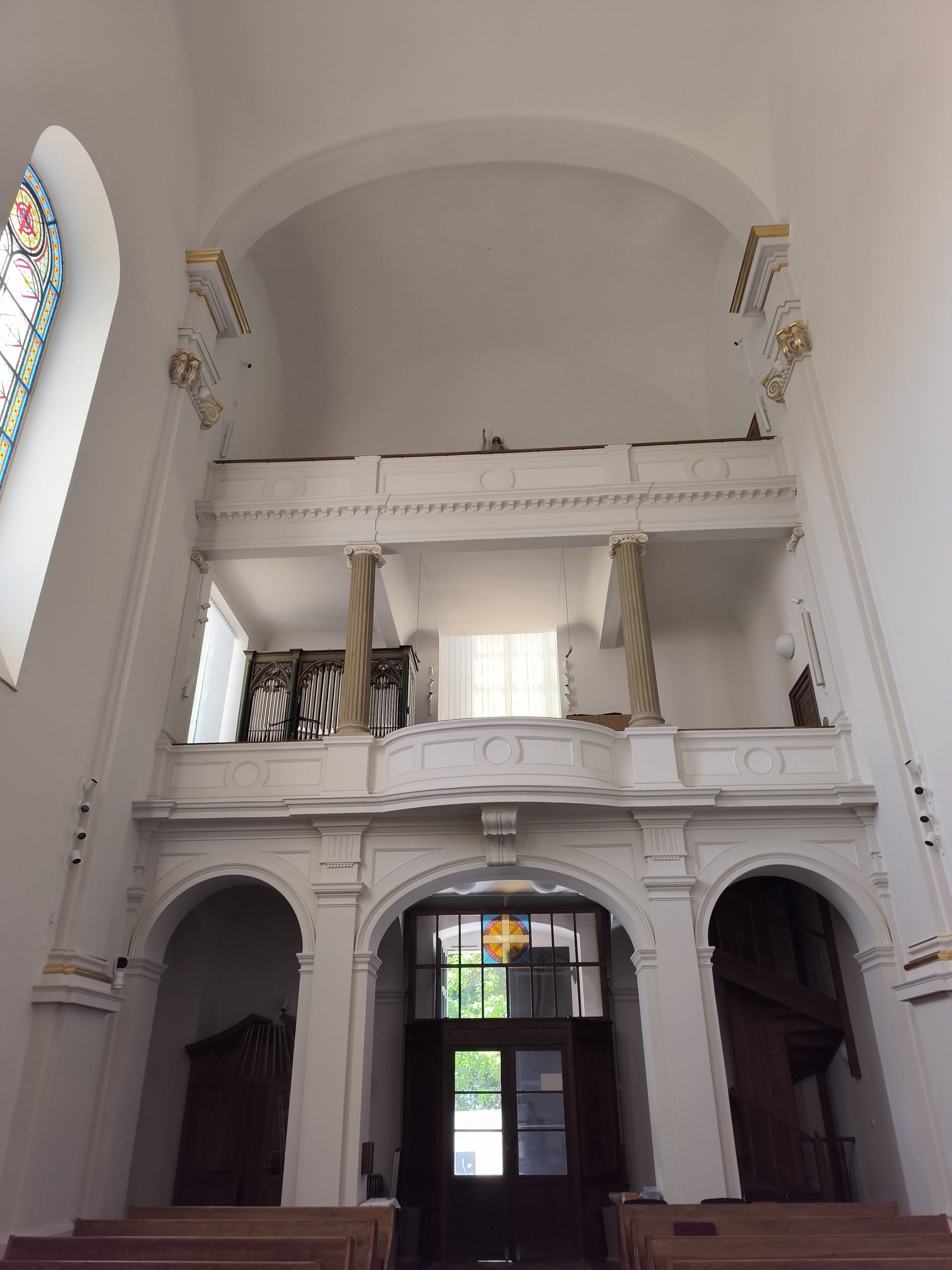
Předsíň a kruchta
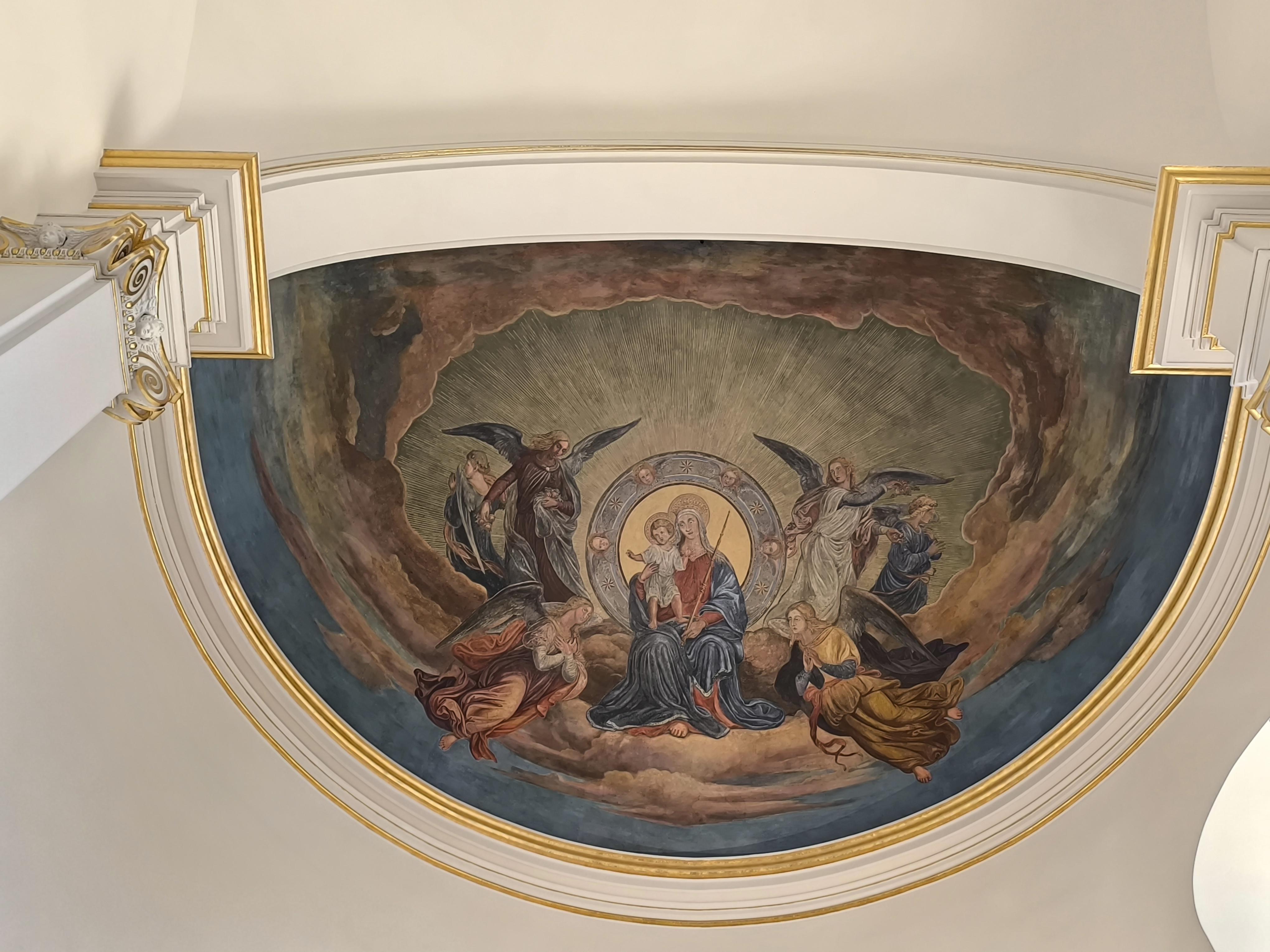
Vilém Kandler:Panna Maria královna andělů